# How to Get Away with Murder (4.ª temporada)
A quarta temporada da série de televisão dramática estadounidense How to Get Away with Murder foi encomendada em 10 de fevereiro de 2017 pela ABC. Começou a ser exibida em 28 de setembro de 2017 e foi concluída em 15 de março de 2018, com 15 episódios exibidos assim como nas temporadas anteriores. Isso ocorre porque foi feito um acordo com Viola Davis que a série seria uma série limitada, com apenas 15 ou 16 episódios por temporada. A temporada foi produzida pela ABC Studios em associação com a Shondaland Production Company, com Shonda Rhimes e Betsy Beers como produtoras executivas e Peter Nowalk como showrunner e produtor executivo. A temporada foi ao ar às noites de quinta-feira às 22h00, horário do leste dos EUA, como parte da programação TGIT, junto com Grey's Anatomy e Scandal.
Esta é a primeira temporada a não contar com Alfred Enoch como Wes Gibbins no elenco principal desde sua introdução na primeira temporada.
A quarta temporada estrela Viola Davis como Annalise Keating, Billy Brown como Nate Lahey, Jack Falahee como Connor Walsh, Aja Naomi King como Michaela Pratt, Matt McGorry como Asher Millstone, Conrad Ricamora como Oliver Hampton, Karla Souza como Laurel Castillo, Charlie Weber como Frank Delfino e Liza Weil como Bonnie Winterbottom.

## Enredo
Annalise (Viola Davis) e os "Quatro da Keating" ainda estão lidando com as consequências da morte de Wes (Alfred Enoch). Annalise trabalha com um terapeuta, Dr. Isaac Roa, para ter sua recuperação do alcoolismo e corta os laços com seus associados. Connor (Jack Falahee) recusa a proposta de Oliver (Conrad Ricamora), Laurel (Karla Souza) espera o bebê de Wes, Michaela (Aja Naomi King) e Asher (Matt McGorry) se unem para estágios, e Bonnie (Liza Weil) busca seu futuro profissional. Laurel deduz que seu pai, Jorge Castillo (Esai Morales), é o responsável pelo assassinato de Wes e trama um esquema para roubar evidências incriminatórias com Michaela, Oliver, Frank e Asher. Durante o roubo de dados, o colega Simon Drake (Behzad Dabu) acidentalmente atira em si mesmo com a arma de Laurel, levando à prisão de Asher, e Laurel entra em trabalho de parto prematuro após ser acidentalmente atingida por Frank. Embora Annalise salve o bebê com sucesso, Jorge assume a custódia da criança enquanto Laurel está no hospital.

## Elenco e personagens
| - Viola Davis como Annalise Keating - Billy Brown como Nate Lahey - Jack Falahee como Connor Walsh - Aja Naomi King como Michaela Pratt - Matt McGorry como Asher Millstone - Conrad Ricamora como Oliver Hampton - Karla Souza como Laurel Castillo - Charlie Weber como Frank Delfino - Liza Weil como Bonnie Winterbottom | - Jimmy Smits como Isaac Roa - Esai Morales como Jorge Castillo - Benito Martinez como Todd Denver - Behzad Dabu como Simon Drake - Amirah Vann como Tegan Price - Nicholas Gonzalez como Dominic - Lolita Davidovich como Sandrine Castillo - John Hensley como Ronald Miller - Glynn Turman como Nate Lahey, Sr. | - Kerry Washington como Olivia Pope |

### Participação
- Cicely Tyson como Ophelia Harkness
- Roger Robinson como Mac Harkness
- Gwendolyn Mulamba como Celestine Harkness
- Julius Tennon como Desmond
- Stephanie Faracy como Ellen Freeman
- L. Scott Caldwell como Jasmine Bromelle
- Marianne Jean-Baptiste como Virginia Cross
- Cristine Rose como Wenona Sansbury
- D. W. Moffett como Jeff Walsh
- Jim Abele como Ted Walsh
- Luna Vélez como Soraya Hargrove
- Kathryn Erbe como Jacqueline Roa
- Oded Fehr como Chase
- Alfred Enoch como Wes Gibbins
- Cornelius Smith Jr. como Marcus Walker
- Tom Irwin como Spivey
- Sharon Lawrence como Ingrid Egan
- Melinda Page Hamilton como Claire Tedesco
- Rome Flynn como Gabriel Maddox

## Episódios
| N.º na série | N.º na temp. | Título                                                                              | Dirigido por     | Escrito por                          | Exibição original      | Audiência (milhões) |
| --- | ------------ | ----------------------------------------------------------------------------------- | ---------------- | ------------------------------------ | ---------------------- | ------------------- |
| 46 | 1            | "I'm Going Away" "Estou indo embora" (BR)                                           | Jet Wilkinson    | Peter Nowalk                         | 28 de setembro de 2017 | 3.96                |
| Annalise dispensa Connor, Laurel, Michaela, Asher e Bonnie de seus empregos, e os cinco decidem seguir em frente e buscar novas oportunidades. Annalise visita sua mãe, que está mentalmente perturbada, para poder hospitalizá-la em uma casa de repouso para idosos. Durante o voo para a casa de sua mãe, Annalise conhece um homem chamado Desmond, que flerta com ela e, mais tarde, eles se encontram para sexo casual. No entanto, durante o sexo, eles são interrompidos quando Desmond recebe uma ligação de uma mulher chamada Cece, que Annalise entende ser sua esposa. Desmond explica que ela é sua filha, mas Annalise vai embora mesmo assim. Connor aceita o pedido de casamento de Oliver. Laurel decide ter o bebê, enquanto suspeita corretamente de que seu pai, Jorge, estava envolvido na morte de Wes. Michaela e Asher se candidatam a estágios. Bonnie tem uma entrevista de emprego com Todd Denver. Annalise é reintegrada como advogada após uma audiência judicial e começa a visitar um terapeuta. Flashforward: Três meses depois, Frank e o Dr. Isaac Roa, terapeuta de Annalise, correm para a sala de um hospital, onde Laurel está inconsciente. Frank a acorda e ela percebe que seu bebê desapareceu. |              |                                                                                     |                  |                                      |                        |                     |
| 47 | 2            | "I'm Not Her" "Eu não sou ela" (BR)                                                 | Paris Barclay    | Maya Goldsmith                       | 5 de outubro de 2017   | 3.88                |
| Em sua segunda sessão com o Dr. Isaac, Annalise lhe conta como foi a semana em que ela decidiu assumir o caso de Jasmine, uma de suas companheiras de cela de quando estava na prisão. Por outro lado, os alunos de Annalise tentam seguir em frente com suas vidas, conseguindo entrevistas na feira de emprego de direito de Middleton. Enquanto isso, Nate suspeita que Annalise está planejando algo quando descobre que Bonnie está trabalhando para o escritório da Promotoria. Com o auxílio de Connor, Laurel continua investigando a empresa de Jorge e seu envolvimento na morte de Wes. Laurel, para auxiliá-la na investigação de Jorge, ajuda Michaela a conseguir um emprego na Caplan & Gold, a empresa que o representa. Flashforward: Dois meses e meio depois, Isaac liga para Annalise, mas não consegue nenhuma resposta. Enquanto isso, no quarto de hotel de Annalise, Bonnie anda no meio de uma nova cena do crime; então, ela vai até o elevador, onde há marcas de mãos feitas com sangue. |              |                                                                                     |                  |                                      |                        |                     |
| 48 | 3            | "It's for the Greater Good" "É para um bem maior" (BR)                              | Nicole Rubio     | Erika Harrison                       | 12 de outubro de 2017  | 3.88                |
| Annalise assume um caso e rapidamente percebe que as apostas são muito maiores do que ela pensava. Enquanto isso, Laurel pede para Michaela ajudá-la a obter informações sobre a morte de Wes, e Connor faz uma decisão importante em sua vida que não é apoiada pelo grupo. Flashforward: Dois meses depois, Isaac corre até Michaela, que está coberta de sangue e muito perturbada, olhando ao redor de uma creche e perguntando onde está o bebê de Laurel. |              |                                                                                     |                  |                                      |                        |                     |
| 49 | 4            | "Was She Ever Good at Her Job?" "Ela já foi competente no trabalho?" (BR)           | Mike Smith       | Michael Russo                        | 19 de outubro de 2017  | 3.56                |
| Os caminhos de Annalise e Michaela cruzam mais uma vez quando as duas são forçadas a trabalhar juntas em um caso envolvendo a presidente da Universidade de Middleton, Soraya Hargrove. Em meio a tudo isso, Oliver entra em contato com os pais de Connor e tenta conectar Jeff (o pai biológico de Connor) com ele. Por outro lado, Todd Denver descobre que Bonnie contratou Laurel e ordena que ela a demita; o qual Bonnie responde que Laurel pode apresentar uma ação judicial por discriminação devido à sua gravidez. Mais tarde, Bonnie é vista como uma nova paciente do Dr. Isaac Roa, apresentando um nome falso, Julie. Flashforward: Um mês e meio depois, Bonnie tenta entrar em contato com o Dr. Roa, que naquele momento está consolando Michaela, ainda perturbada. Ela entra na empresa de advocacia Caplan & Gold, onde uma poça de sangue é vista no chão e Oliver é mostrado como sendo uma testemunha. |              |                                                                                     |                  |                                      |                        |                     |
| 50 | 5            | "I Love Her" "Eu a amo" (BR)                                                        | Lexi Alexander   | Sarah L. Thompson                    | 26 de outubro de 2017  | 3.56                |
| Annalise continua procurando casos para seu processo de ação coletiva, pois precisa conseguir os quarenta clientes necessários. Bonnie envia Nate para investigá-la, o qual Nate aproveita para alertar Annalise. Do ponto de vista de Bonnie, flashbacks revelam que Bonnie e Annalise se conheceram em 2002, quando Bonnie acusou um vereador de estupro, enquanto Annalise era sua advogada de defesa. Depois de ganhar o caso, culpada por suas ações contra Bonnie, Annalise pediu demissão do escritório de advocacia em que trabalhava e procurou Bonnie para ajudá-la. No presente, Michaela, com a ajuda de Oliver, procura arquivos classificados em Antares no computador de Tegan, mas encontra uma carta de trégua que a empresa enviou para Trent, o funcionário de Antares que foi assassinado. Com todo esse segredo, Asher duvida de Michaela, provavelmente suspeitando que ela tem um amante. Frank pergunta para Laurel se o bebê que ela está esperando é realmente de Wes; perturbada por trair Wes, ela manda ele ir embora. Annalise consegue os quarenta clientes para seu processo de ação coletiva, mas Bonnie atrai quase todos eles com um acordo judicial. O Dr. Isaac Roa descobre que sua paciente Julie é, na verdade, Bonnie, e a "Mae" que ela esteve se referindo ao longo do tempo é, na verdade, Annalise, sua outra paciente. Flashforward: Duas semanas depois, Bonnie investiga a cena do crime na Caplan & Gold, e descobre que o suspeito, que é revelado ser Asher, está preso, chorando de desespero. |              |                                                                                     |                  |                                      |                        |                     |
| 51 | 6            | "Stay Strong, Mama" "Aguenta firme, mamãe" (BR)                                     | Cherie Nowlan    | Morenike Balogun                     | 2 de novembro de 2017  | 3.56                |
| Na tentativa de descarrilar o processo de ação coletiva de Annalise, Denver ameaça confiscar a casa da família de Claudia se ela não se retirar do processo. Annalise revida, fazendo com que o filho de Claudia, Tyrone, leia uma declaração ao governador em uma coletiva de imprensa sobre as ameaças, prejudicando a aposta de Denver para procurador-geral. Denver expulsa Bonnie do processo, acreditando que ela se envolve demais emocionalmente. Annalise revela para Isaac que depois que perdeu seu bebê, ela tentou se suicidar. Embora esteja incomodado com suas semelhanças ao trauma de Annalise, Isaac se recusa a transferir Annalise para um novo terapeuta, apesar dos pedidos de sua própria terapeuta, sua ex-esposa. Jorge visita Laurel para dizer que Antares se tornará pública, fazendo com que Laurel perceba que ele matou Wes porque a reputação de Antares teria sido prejudicada se Wes tivesse confessado os assassinatos de Sam e Rebecca. Ao saber que Antares está instalando uma sala de segurança na Caplan & Gold que é acessível por Tegan e outras pessoas, Oliver tenta convencer Michaela a usar o distintivo de segurança de Tegan para acessar a sala, mas ela se recusa. Depois de ser confrontada por Asher, Michaela explica por que ela, Laurel e Oliver estavam se encontrando secretamente; no entanto, Asher surta e vai embora. Frank descobre que fez uma boa pontuação no Teste de Admissão na Faculdade de Direito e promete ser um bom pai para o bebê de Laurel. Flashforward: Uma semana depois, Isaac tenta ligar para Annalise, que está no banho, limpando sangue de si mesma, totalmente perturbada. |              |                                                                                     |                  |                                      |                        |                     |
| 52 | 7            | "Nobody Roots for Goliath" "Ninguém torce pelo Golias" (BR)                         | Nzingha Stewart  | Daniel Robinson                      | 9 de novembro de 2017  | 3.71                |
| Enquanto Annalise tenta atestar seu processo de ação coletiva, o procurador-geral leva seu alcoolismo ao tribunal para derrubá-la, o que a faz tentar descobrir uma maneira de descartar essas acusações. Annalise também desiste de ter Isaac como seu terapeuta depois que sua ex-mulher lhe diz que ela está desencadeando seus problemas passados de abuso de substâncias. Enquanto isso, Asher faz com que Laurel, Michaela e Oliver revelem para Frank seu plano para derrubar Antares e Jorge, para que ele possa convencê-los a desistir disso; no entanto, todos eles têm a intenção de obter justiça para Wes e, em vez disso, convencem Frank a ajudá-los. Quando Connor pede Oliver em casamento, Oliver revela que eles sabem quem matou Wes ao se sentir culpado por esconder o plano dele. Flashforward: 48 horas depois, um grupo de cirurgiões está operando um paciente, que entra em parada cardíaca de repente. |              |                                                                                     |                  |                                      |                        |                     |
| 53 | 8            | "Live. Live. Live." "Viva. Viva. Viva." (BR)                                        | Rob Hardy        | Joe Fazzio                           | 16 de novembro de 2017 | 3.72                |
| Depois de cancelar seu pedido de casamento para Oliver, Connor confronta Laurel em relação ao seu plano, que é pegar os documentos legais durante a festa do escritório usando o cartão de acesso de Tegan e colocar a culpa em Simon. Depois de uma briga com Frank, Connor relutantemente concorda em continuar com o plano, mas conta para Annalise, que aceita Isaac novamente como seu terapeuta. Simon admite para Oliver que o ama e, mais tarde, encontra Laurel, Michaela e Asher tentando pegar os documentos legais. Ele rouba a arma de Laurel e, acidentalmente, atira em sua própria cabeça com ela depois de tropeçar em uma cadeira, o que leva à prisão de Asher. No hotel de Annalise, Laurel entra em trabalho de parto adiantado devido a ter sido atingida no estômago por Frank durante sua briga com Connor. Annalise a encontra e executa reanimação cardiorrespiratória no bebê para salvá-lo. Enquanto isso, Simon entra em parada cardíaca durante uma cirurgia. |              |                                                                                     |                  |                                      |                        |                     |
| 54 | 9            | "He's Dead" "Ele morreu" (BR)                                                       | Jet Wilkinson    | Abby Ajayi                           | 18 de janeiro de 2018  | 3.80                |
| Laurel e o bebê são levados para um hospital, onde Annalise informa Connor do que aconteceu com Laurel, que Dominic ouve. O bebê ainda está vivo. Michaela e Oliver são questionados sobre o que aconteceu e Michaela descobre que Asher foi preso porque ele contou à polícia a verdade, então ela e Oliver tentam contar a mesma história em que Asher pegou a arma. Annalise logo descobre que Jorge está levando o bebê de Laurel e alegando que Laurel usou drogas. Annalise traz Isaac para ajudá-la a avaliar Laurel e descartar as acusações de Jorge. No entanto, Annalise não consegue parar o processo a tempo e Jorge leva o bebê para um local desconhecido. Bonnie informa Laurel, Frank e Annalise que o disco rígido não estava no elevador e ela e Nate ajudam Asher a sair da cadeia enquanto a polícia investiga. Quando Connor, Oliver, Michaela e Asher se encontram no hospital, todos descobrem que Simon ainda está vivo. Frank mata Dominic por raiva e toca uma mensagem de voz que encontrou no telefone de Dominic: é Wes ligando para seu contato de emergência, usando seu nome de nascimento "Christophe". |              |                                                                                     |                  |                                      |                        |                     |
| 55 | 10           | "Everything We Did Was for Nothing" "Tudo que fizemos foi em vão" (BR)              | Jonathan Brown   | Matthew Cruz                         | 25 de janeiro de 2018  | 3.54                |
| Laurel pede a Annalise para tirá-la do hospital. Michaela descobre que Annalise não está realmente tentando tirá-la de lá, mas, quando ela a confronta, Annalise revela que está preocupada com o estado mental de Laurel. Annalise designa Connor, Oliver e Asher para trabalhar no processo de ação coletiva. Michaela descobre que Laurel entrou em trabalho de parto prematuro porque Frank a atingiu acidentalmente e ela diz a Annalise e Frank, para que Annalise peça a Isaac que avalie Laurel para a libertação. Além disso, Oliver se sente culpado pelo tiro de Simon e o visita, com Asher e Connor tentando fazê-lo se sentir melhor. Frank descartou o corpo de Dominic, mas manteve o telefone e alguém continua ligando; Quando Laurel ouve a mensagem que Wes deixou na caixa postal de Dominic, ela decide atender o telefone e, para surpresa de todos, é na verdade a mãe dela. |              |                                                                                     |                  |                                      |                        |                     |
| 56 | 11           | "He's a Bad Father" "Ele é um péssimo pai" (BR)                                     | Marta Cunningham | Maya Goldsmith                       | 1 de fevereiro de 2018 | 3.68                |
| Laurel conta à mãe, Sandrine Castillo, sobre a morte de Dominic, mas mente que Jorge o matou e pede sua ajuda para recuperar a custódia do filho em uma audiência. Asher, Connor e Oliver descobrem mais sobre o pai de Nate, Nate Sr., que está doente mental e está na prisão há décadas. Antes do início da audiência de custódia, Jorge afirma a Laurel que ele não matou Wes. Durante a audiência de custódia, Annalise leva Sandrine e Isaac para testemunhar por Laurel, mas os advogados de Jorge desacreditam Isaac quando revelam que ele é um suspeito atual do "suicídio" de sua própria filha. Como resultado, Laurel perde a guarda do filho, embora os privilégios de visita ainda não tenham sido decididos. Annalise e Nate visitam o pai de Nate, o último esperando melhorar as coisas com ele e a primeira esperando tê-lo na ação coletiva. Frank e Bonnie descobrem que Wes não ligou para Dominic mais de uma vez, mas ele se encontrou com Sandrine no dia anterior à sua morte. |              |                                                                                     |                  |                                      |                        |                     |
| 57 | 12           | "Ask Him About Stella" "Pergunte a ele sobre Stella" (BR)                           | Stephen Cragg    | Tess Leibowitz                       | 8 de fevereiro de 2018 | 3.26                |
| O Dr. Isaac Roa volta ao seu vício após o julgamento da custódia. Laurel espera visitar seu filho e o resto dos amigos tentam ajudar Annalise fazendo uma declaração de abertura no processo de ação coletiva. Michaela e Connor competem sobre cuja ideia é a melhor. Após uma descoberta, Annalise confronta Isaac sobre a morte de sua filha. Isaac confessa que não está sóbrio há 23 anos e que encenou a morte de sua filha como um suicídio porque ela tomou seus remédios. Annalise e Isaac lutam e ela sai para revelar seu vício em Jacqueline. A ação coletiva de Annalise é julgada improcedente e Nate diz ao pai. Após a perda, Michaela convence Annalise a não desistir e convence Connor e Oliver a ficarem noivos novamente, enquanto Connor decide voltar à faculdade de direito. Frank confronta a mãe de Laurel sobre como ela conhecia Wes e Bonnie faz Denver desistir da investigação de Isaac sobre a morte de sua filha. O episódio termina com Annalise entrando em uma conferência realizada por uma mulher que resolve problemas: Olivia Pope. |              |                                                                                     |                  |                                      |                        |                     |
| 58 | 13           | "Lahey v. Commonwealth of Pennsylvania" "Lahey contra o estado da Pensilvânia" (BR) | Zetna Fuentes    | Morenike Balogun & Sarah L. Thompson | 1 de março de 2018     | 4.14                |
| Annalise ajuda Olivia Pope a ajudá-la com a ação coletiva e, depois que as duas colocam o caso no tribunal para ser ouvido pela Suprema Corte, Olivia prepara Annalise. Michaela e Marcus Walker investigam alguém dando informações a um dos juízes da Suprema Corte. Durante a disputa, Michaela trai Asher com Marcus e seus amigos notam no dia seguinte, exceto Asher. Logo antes de começarem, Annalise recebe um telefonema de Jacqueline Roa, que diz que Isaac foi hospitalizado após uma overdose e ela o arruinou como tudo em sua vida. Annalize começa a entrar em pânico e pede a Olivia para tomar seu lugar. Olivia diz a ela que é preciso fazer isso e a ajuda a se levantar novamente. Annalise vai para a Suprema Corte e sua resposta é adiada. Frank e Bonnie continuam investigando o envolvimento de Sandrine com a morte de Wes e Frank finalmente revela a Laurel que sua mãe está escondendo algo dela, mostrando as gravações que Wes fez com sua mãe no dia anterior à sua morte. Annalise e Olivia se despedem, então Bonnie liga para Annalise para dizer que Simon está acordado. Este episódio conclui um crossover com Scandal que se inicia em "Allow Me to Reintroduce Myself". |              |                                                                                     |                  |                                      |                        |                     |
| 59 | 14           | "The Day Before He Died" "O dia antes dele morrer" (BR)                             | Scott Printz     | Joe Fazzio                           | 8 de março de 2018     | 3.36                |
| Com Simon acordado, Annalise envia Oliver para o quarto do hospital para ver o quanto ele se lembra. Ele está lentamente recuperando suas memórias, mas concorda em ficar quieto depois que Annalise o chantageia. Um Isaac em recuperação diz a Annalise que eles não podem mais se ver. Asher descobre que Michaela o traiu e a confronta sobre isso. Laurel se encontra com Denver e obtém os registros telefônicos de Sandrine a partir do dia em que Wes morreu. Ela descobre que Sandrine informou Jorge que Wes iria testemunhar, levando à morte de Wes. Bonnie descobre que Denver está jogando nos dois lados e tem o disco rígido. Depois que Bonnie diz isso para Annalise em uma caixa postal, Nate informa a ela e Frank que houve um acidente de carro quando um corpo é mostrado sendo levado. Flashback: Um dia antes de Wes morrer, nós o vemos receber uma ligação da mãe de Laurel pedindo que ele a encontre; ela pede que ele pare de ver Laurel para protegê-la, oferecendo-lhe US $ 100.000, mas Wes se recusa, pois ele ama Laurel. Na noite do incêndio, Wes liga para Sandrine e diz que ele vai se entregar à polícia. Sem opções, Sandrine liga para Jorge e diz para ele "fazer alguma coisa" sobre isso. |              |                                                                                     |                  |                                      |                        |                     |
| 60 | 15           | "Nobody Else Is Dying" "Ninguém mais vai morrer" (BR)                               | Jet Wilkinson    | Peter Nowalk                         | 15 de março de 2018    | 3.83                |
| O jogo sujo é suspeito na morte repentina de Todd Denver. Jorge Castillo liga para Laurel perguntando sobre o paradeiro de Sandrine, mas Laurel diz que não sabe. Os quatro da Keating - junto com Oliver, Frank e Annalize - estão preocupados com a falta do disco rígido. Nate consegue recuperar o telefone de Dominick, o disco rígido e os arquivos de Denver sobre todos. Ele mente para Bonnie, dizendo que ele destruiu seus arquivos. Acreditando que Simon está se tornando uma ameaça, Michaela chama a ICE para que ele seja deportado. Annalise convence Tegan a pular para derrubar Jorge, cujo fracasso pode ser acusado como co-conspiradora. Mais tarde, ela decide chamar isso de trégua, desistindo do disco rígido de Jorge, em troca de desistir de sua batalha pela custódia - ele é preso mais tarde por várias acusações criminais, incluindo o suposto assassinato de Denver. Connor confessa que reprovou na faculdade, mas solicita a reinscrição. A Supremo Tribunal decide a favor do processo de ação coletiva. Enquanto Nate examina os arquivos, ele descobre que há uma criança presumida morta ou desaparecida sem nome, percebida como viva. Um jovem, Gabriel Maddox, se matricula em Middleton, chamando a atenção de Frank. |              |                                                                                     |                  |                                      |                        |                     |

## Produção

### Desenvolvimento
How to Get Away with Murder foi renovada para uma quarta temporada em 10 de fevereiro de 2017, pela ABC. A produção começou em 8 de maio de 2017, quando um dos roteiristas do programa anunciou no Twitter que a equipe de roteiristas estava em pleno andamento mapeando e escrevendo a quarta temporada. A leitura do roteiro ocorreu em 14 de julho de 2017. O showrunner Peter Nowalk revelou o título da estreia da quarta temporada: "I'm Going Away".

### Casting
O elenco apresenta nove papéis principais, todos voltando da temporada anterior. Viola Davis interpreta a protagonista da série, a professora Annalise Keating, uma advogada de defesa de alto nível, dando aulas na Universidade de Middleton. Billy Brown interpreta o detetive Nate Lahey, o namorado de Annalise. Há quatro estudantes que trabalham no escritório de advocacia de Annalise. Jack Falahee interpreta Connor Walsh, o estudante cruel. Aja Naomi King interpreta Michaela Pratt, a estudante ambiciosa que quer ser tão bem-sucedida quanto Annalize. Matt McGorry continua retratando Asher Millstone, um estudante que tem uma formação privilegiada. Karla Souza interpreta Laurel Castillo, uma estudante idealista. Charlie Weber interpreta Frank Delfino, um funcionário da firma de Annalise que não é advogado, mas lida com tarefas especiais que exigem discrição. Liza Weil interpreta Bonnie Winterbottom, advogada associada da firma de Annalise. Conrad Ricamora interpreta Oliver Hampton, um hacker que está em um relacionamento com Connor.
Em julho de 2017, Jimmy Smits foi escalado para um papel não especificado. Ele interpreta o Dr. Isaac Roa, terapeuta solicitado por Annalise. Em agosto, o marido de Davis, Julius Tennon, foi confirmado como ator convidado. Ele interpreta Desmond, um homem que flerta com Annalize durante um voo. Em setembro de 2017, Natalie Abrams, da EW.com, revelou que D.W. Moffett foi escolhido como pai de Connor. Em janeiro de 2018, foi anunciado que Lolita Davidovich voltaria na segunda metade da temporada. Ela interpreta o papel de Sandrine Castillo, mãe de Laurel.

### Crossover comScandal
Em 3 de janeiro de 2018, Kerry Washington twittou uma foto para Viola Davis de si mesma em um ambiente "familiar", que era um tribunal usado para os casos de How to Get Away with Murder. Os fãs começaram a especular que um possível episódio de crossover estava em andamento, o que só foi aumentado quando Davis twittou uma foto em resposta, sendo ela no set do Salão Oval de Mellie Grant (Bellamy Young). Mais tarde naquele dia, o crossover foi oficialmente confirmado através de um tweet da criadora de Scandal, Shonda Rhimes.
O criador de How to Get Away with Murder, Peter Nowalk posteriormente compartilhou uma entrevista com o Deadline:
| “ | No início da temporada, eu e meus roteiristas estávamos planejando o arco inteiro de Viola e surgiu algo orgânico na história dela que era muito apropriado para Scandal. Quando fui para Shonda, ela ouviu. Eu disse, não precisamos fazer isso, o arco de Viola não precisa disso, mas é possível que suas histórias se cruzem realmente organicamente. Na verdade, ela pegou um trecho de algo de Scandal e o lado deles da história se uniu perfeitamente. Então foi uma daquelas coisas inesperadas em que nós dois percebemos que era bom para os dois personagens, e parecia que tínhamos planejado isso desde a última temporada. | ” |

## Recepção

### Resposta da crítica
O site agregador de críticas Rotten Tomatoes deu à temporada uma classificação de aprovação de 100%, com uma classificação média de 7,9 / 10 com base em 8 avaliações. Maureen Lee Lenker, da EW, deu à estréia uma classificação de letra B. Kayla Kumari Upadhyaya, escrevendo para The A.V. Club, classificou a estréia como A-, comentando: "É uma estréia estranha, mas no final das contas satisfatória, destacando-se das estreias anteriores do programa, seguindo a rota lenta do drama dos personagens em vez da festa do assassinato". Ali Barthwell, do Vulture, classificou a estréia com 4 de 5 estrelas, glorificando o desempenho de Viola Davis. Meghan De Maria, da Refinery29, também elogiou a atuação de Davis, chamando-a de "cola que mantém a série unida".

### Audiência
| №  | Título                                  | Exibição original      | Rating/share (18–49) | Audiência (em milhões) | DVR (18–49) | Audiência em DVR (milhões) | Total (18–49) | Audiência total (em milhões) |
| -- | --------------------------------------- | ---------------------- | -------------------- | ---------------------- | ----------- | -------------------------- | ------------- | ---------------------------- |
| 1  | "I'm Going Away"                        | 28 de setembro de 2017 | 1.1/4                | 3.96                   | 1.2         | 3.18                       | 2.3           | 7.14                         |
| 2  | "I'm Not Her"                           | 5 de outubro de 2017   | 0.9/3                | 3.88                   | 1.1         | 2.80                       | 2.0           | 6.68                         |
| 3  | "It's for the Greater Good"             | 12 de outubro de 2017  | 1.0/4                | 3.88                   | 1.1         | 2.83                       | 2.1           | 6.71                         |
| 4  | "Was She Ever Good at Her Job?"         | 19 de outubro de 2017  | 0.9/4                | 3.56                   | 1.1         | 2.80                       | 2.0           | 6.36                         |
| 5  | "I Love Her"                            | 26 de outubro de 2017  | 0.9/3                | 3.56                   | 1.1         | 2.78                       | 2.0           | 6.35                         |
| 6  | "Stay Strong, Mama"                     | 2 de novembro de 2017  | 0.9/4                | 3.56                   | 1.2         | 2.82                       | 2.1           | 6.38                         |
| 7  | "Nobody Roots for Goliath"              | 9 de novembro de 2017  | 0.9/3                | 3.71                   | 1.0         | 2.59                       | 1.9           | 6.30                         |
| 8  | "Live. Live. Live."                     | 16 de novembro de 2017 | 0.9/4                | 3.72                   | 1.0         | 2.49                       | 1.9           | 6.21                         |
| 9  | "He's Dead"                             | 18 de janeiro de 2018  | 1.0/4                | 3.80                   | 1.0         | 2.60                       | 2.0           | 6.40                         |
| 10 | "Everything We Did Was for Nothing"     | 25 de janeiro de 2018  | 1.0/4                | 3.54                   | 1.0         | 2.92                       | 2.0           | 6.46                         |
| 11 | "He's a Bad Father"                     | 1 de fevereiro de 2018 | 1.0/4                | 3.68                   | 1.0         | 2.55                       | 2.0           | 6.24                         |
| 12 | "Ask Him About Stella"                  | 8 de fevereiro de 2018 | 0.8/3                | 3.26                   | 1.0         | 2.54                       | 1.8           | 5.80                         |
| 13 | "Lahey v. Commonwealth of Pennsylvania" | 1 de março de 2018     | 1.1/5                | 4.14                   | 1.1         | 3.00                       | 2.2           | 7.16                         |
| 14 | "The Day Before He Died"                | 8 de março de 2018     | 0.9/4                | 3.36                   | 0.9         | 2.61                       | 1.8           | 5.97                         |
| 15 | "Nobody Else Is Dying"                  | 15 de março 2018       | 1.0/4                | 3.83                   | 0.8         | 2.31                       | 1.8           | 6.14                         |